# Two Little Kittens
Two Little Kittens è un cortometraggio muto del 1913 diretto da Charles M. Seay.

## Trama
Trama di Moving Picture World synopsis in (EN)  su IMDb

## Produzione
Il film fu prodotto dalla Edison Company.

## Distribuzione
Distribuito dalla General Film Company, il film - un cortometraggio in una bobina - uscì nelle sale cinematografiche statunitensi il 10 giugno 1913.